# Jazz (Transformers)
Jazz es el nombre de un personaje de ficción de distintos universos de Transformers. Él es generalmente representado como un robot amante de la música y habla con un acento lunfardo. También es un buen amigo y mano derecha de Optimus Prime. Por razones de la marca, Jazz se refiere a veces como Autobot Jazz o Meister (マイスター), su nombre japonés. Es uno de los Autobots más pequeños del grupo, correspondiendo en la serie animada a un vehículo de carreras Porsche 935 Turbo, con los colores de Martini.

## Película de acción real

### Transformers(2007)
Jazz aparece en Transformers del 2007 de Michael Bay. Fue parte de la unidad de Optimus Prime, convocada a la Tierra por Bumblebee después de que el último Autobot llegó a estar en la posesión de Sam Witwicky. Después de que su protoforma se estrelló a través de un estadio de béisbol, investigó un concesionario de automóviles cercano y eligió un techo rígido Pontiac Solstice GXP como su modo de vehículo (ganada la popularidad de este automóvil, General Motors tuvo que cerrar la empresa).
Vinculándose con sus compañeros Autobots en un callejón, Jazz saludó a Sam y Mikaela Banes, afirmando que la Tierra parece ser un lugar buena onda para pasar el rato. Casualmente se sentó en el capó de otro auto mientras Optimus Prime explicaba a Sam que aprendían los idiomas de la Tierra a través de la red. Luego retransmitió su misión de encontrar el AllSpark y explicó cómo las gafas de su abuelo eran la clave de su ubicación. Al llega a casa de Sam, ocultándose de sus padres, los agentes del Sector Siete con el agente Simmons, fueron a capturar a Sam y Mikaela. Él y los otros Autobots fueron a buscarlos, cuando más apoyo llegó y tuvieron que escapar. Después de que Bumblebee fue capturado por el Sector Siete con Sam y Mikaela durante el retiro, Optimus utilizó su escáner de navegación en las gafas de Archibaldo Witwicky, Jazz volvió a comentar que no podían dejar a Bumblebee morir a manos del Sector Siete, para convertirse en un experimento humano. Prime declaró que si llegaba a él, se sacrificaría para destruir el AllSpark: "los humanos no deben pagar por los errores de Cybertron". Inspirado por sus palabras, Jazz y los otros Autobots salieron, llenos de determinación.
En el camino a la Represa Hoover, los Autobots encontraron a Bumblebee liderando una columna de vehículos de asalto del Sector Siete. Jazz y sus compañeros Autobots aplicaron frenos e hicieron un duro giro para unirse a la formación. Al entrar en Mission City, los soldados humanos trataron de pedir apoyo aéreo de sus propias fuerzas, sólo para ser atacados por Starscream disfrazado de un combatiente F-22 Raptor. Jazz, curiosamente, se sentó en modo de vehículo después de la explosión que lisiado a Bumblebee, destruyendo sus piernas. Cuando Brawl comenzó a bombardear el sitio de combate, Jazz llevó la carga de Autobot hacia el Decepticon, acelerando al tanque en modo de vehículo, luego transformado y saltó en la parte superior de la torreta para distraer a los Decepticon de los humanos. Como Brawl también se transformó, Jazz logró destruir su pod de lanzador de cohetes izquierdo antes de ser lanzado. Luego volvió a la batalla, disparando contra Brawl, mientras Ratchet cortaba el brazo izquierdo de Brawl.
Jazz retrasó a Megatron cuando apareció en escena para cubrir la retirada de los civiles y soldados del capitán Lennox. A pesar de los gritos de Lennox para que él retrocediera, Jazz valientemente se enfrentó a Megatron solo, pero todo lo que consiguió para su problema fue siendo impulsado hacia atrás por el cañón de fusión del Decepticon. Mientras Ironhide y Ratchet escoltaban a Sam y AllSpark a salvo, Megatron atacó al pequeño Autobot que tuvo la audacia de atacarlo. El líder Decepticon lo arrojó por el aire hacia un edificio cercano, y luego aterrizó sobre él con el aplastante agarre de sus garras. Valientemente, Jazz luchó, preguntando a Megatron si quería una "parte" de él,  a lo que Megatron respondió: "no, las quiero todas", destrozandolo por la mitad.
Después de ser separado de Sam Witwicky, Ratchet se apresuró a Jazz, pero su chispa ya se había apagado. Después de la muerte de Megatron, Ironhide sombriamente entregó los restos de Jazz a Optimus Prime, al informar que no pudieron salvar a su compañero. El líder Autobot lo alabó de corazón, y rápidamente siguió adelante.

Jazz: ¿Quieres una parte de mí? ¡¿Quieres una parte de mí?!
Megatron: ¡No, las quiero todas!

## Transformers Animated
Jazz es el segundo al mando de un equipo de la Guardia de Elite Cybertroniana bajo Sentinel Prime. Llega a la Tierra junto a Ultra Magnus y Sentinel Prime, siendo el primero de ellos al descubrir que los humanos no son tan contagiosos como pensaba cuando se encontró con Sari Sumdac antes de ayudar a Prowl contra los Dreads. Más tarde, durante la investigación de un fragmento de Allspark en un tren, Jazz y los demás miembros de la Guardia de Elite no sabían que en realidad era una trampa tendida por Starscream. Cuando se ponen al día con Optimus y su equipo, tanto en la Guardia de Elite, Optimus, y el resto del equipo inmediatamente batalla Starscream y lograron capturarlo. Tiene un papel secundario en "Por un puñado de Energon" junto al resto de su equipo cuando Starscream escapa de la nave.
En la temporada 3 en "Transwarped" aparece de nuevo con Ultra Magnus y Sentinel Prime en su nave. Se le muestra que recibió la llamada de Rodimus Prime de un ataque Decepticon. Se las arreglan para escapar del ataque junto con su equipo. Él y Sentinel Prime están clasificados cuando Ultra Magnus llega a la Tierra con una unidad de la Guardia Elite para rastrear a Waspinator con los nuevos miembros del grupo, Jetfire y Jetstorm. A diferencia de Sentinel Prime que odia estar de vuelta en la Tierra, le gusta el hecho de que la lluvia puede limpiar sus placas de armadura, al tiempo explicó que los nuevos miembros de la Guardia de Elite a Optimus y Ratchet después de un malentendido. Cuando Bumblebee y la Waspinator en un juego de vídeo para demostrar de quien es el verdadero Bumblebee, explican a Jetfire y Jetstorm que los humanos pueden hacer un montón de cosas interesantes. Más tarde ayuda a Prowl durante los acontecimientos de "Cinco Servos de la perdición" en descubrir cómo Sentinel es "capturaro" alto nivel Decepticons aparentemente sin ayuda. Se quedó en la Tierra hasta el final de "Predacon Rising", diciendo su adiós como él se une a la Guardia de Elite en la toma de sus prisioneros a Cybertron. Durante el viaje de regreso a Cybertron, Jazz es uno de los primeros en sospechar que Sentinel Prime está poniendo sus propias ambiciones personales por delante de qué es lo mejor para los Autobots, sobre todo cuando de repente Sentinel Jazz exige que se refieren a él como "Señor" o "Comandante". Jazz es mucho más receptiva al estilo comando Optimus Prime por ejemplo cuando él y el código de Jazz uso secreto para preparar una trampa para los Decepticons.
Él aparece de nuevo en "Por eso odio a la máquinas", ayudando secretamente a Ratchet y al capitán Fanzone mientras estaban en Cybertron. Cuando se fueron con Ultra Magus, Jazz utiliza la búsqueda de ellos como una excusa para salir de la Guardia de Elite y convertirse en un miembro del grupo de Optimus. En el momento de "Endgame Parte 1", Jazz está ayudando a completar su formación y el dominio de la habilidad de procesador sobre la materia. En la segunda parte y el final de la serie, él y Prowl al principio lucharon con los clones Omega Supreme, y luego decidió juntar los fragmentos de la AllSpark para salvar a Detroit desde una auto-detonación. Para el horror de Jazz parece que no hay más fragmentos disponibles para sacrificar, de su chispa para salvar a Detroit. Más tarde se llevó el cuerpo de Prowl a Optimus Prime, y volvió a Cybertron con el grupo, teniendo a Megatron, y el cuerpo de Prowl.

## Transformers One
En Transformers One (2024), Jazz revela su historia de origen, con la voz de Evan Michael Lee. Es un robot minero sin engranaje, y trabaja en las minas de Energon, cuando ocurre un colapso, es salvado por Orion Pax y D-16. Jazz forma una alianza con los otros mineros por Orion Pax, quien les dijo que el líder Sentinel Prime traicionó a los Primes y ha estado trabajando en secreto para los Quintessons, dándoles suministros regulares de Energon a cambio de dejarlo gobernar Cybertron mientras quita los engranajes de los mineros para mantenerlos subordinados. Al final, después de la muerte de Sentinel, y Orion Pax siendo llamado Optimus Prime, Jazz recibe su engranaje, y se une a los aliados de Optimus siendo nombrados Autobots.

## Videojuegos
Los modos alternos de Bumblebee, Ironhide, Jazz y Ratchet fueron puestos en exhibición por General Motors en el 2007, en el Festival de Detroit River Walk, poco después de haberse estrenado Transformers en los Estados Unidos de América. Jazz fue uno de los personajes más populares de la película, y gracias al Autobot, las ventas del Pontiac Solstice aumentaron, al parecer, este personaje debido a tener un ritmo musical, muchas niñas lo consideraron El Robot-Ritmico y como su personaje favorito de la 1.ª película. Jazz es un personaje jugable en Transformers: The Game, y como contenido de descarga en Transformers: Revenge of the Fallen.